# Lillehammer
Lillehammer és una ciutat i municipi de la regió d'Østlandet, capital del comtat d'Innlandet, Noruega. És part del districte tradicional de la vall de Gudbrandsdal. L'1 de gener del 2016 tenia 27,476 habitants, i la seva superfície és de 477 km².
Situada entre el llac Mjøsa i el riu Lågen, gaudeixen d'una localització pintoresca d'entre altes muntanyes famoses per l'esquí. La ciutat fou fundada el 1827, estan molt ben conservat el seu centre històric amb una concentració de cases de fusta de finals del segle xix.
Lillehammer és un dels centres esportius d'hivern més coneguts arreu de Noruega, i és de fet on s'hi celebraren els Jocs Olímpics d'Hivern de 1994 i els Jocs Olímpics d'Hivern de la Joventut de 2016. La ciutat també és la seu del Consell d'Oppland, el màxim òrgan de govern del comtat on n'és capital. L'alcalde de Lillehammer és Espen Johnsen, del Partit Laborista.

## Etimologia
El topònim del municipi (originalment una parròquia) prové d'una antiga granja anomenada Hamar (en nòrdic antic: Hamarr), que s'establí al costat d'una església. El nom és idèntic al mont hamarr (pujol rocós). Per distingir-la d'una propera ciutat i bisbat, també anomenada Hamar, es començà a utilitzar la forma de "petit Hamar": Lilþlæ Hamar i Litlihamarr, i finalment Lillehammer. També s'esmenta en les antigues sagues nòrdiques com a Litlikaupangr ("Petit centre comercial").

## Història

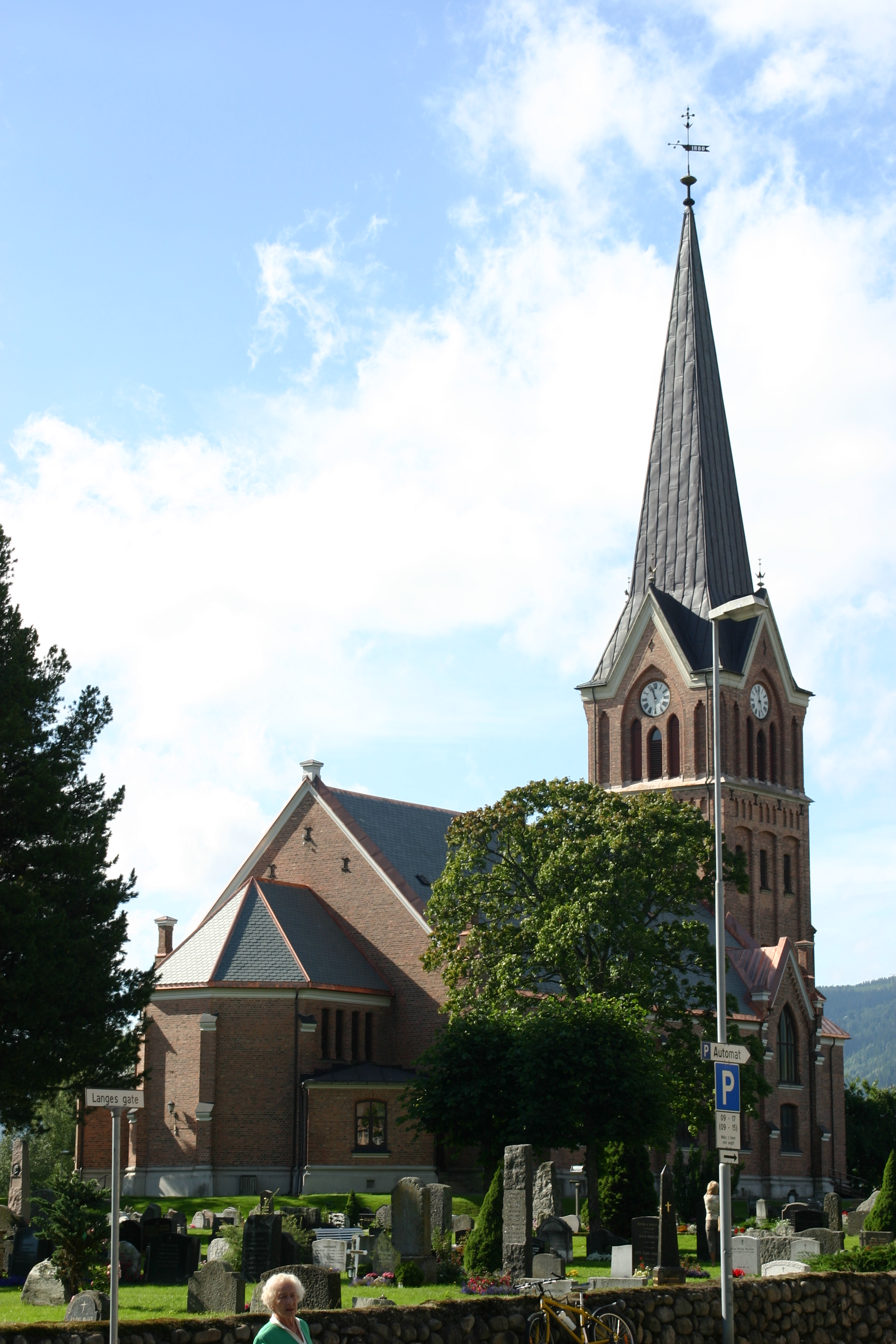
L'església luterana de Lillehammer.

L'àrea on s'assenta Lillehammer ha estat poblada des de l'edat del ferro. El lloc és esmentat en la Saga d'Haakon IV i una carta del 1390 afirma que allí s'hi celebrava una assemblea (ting). Lillehammer era també un lloc de pas i descans a la ruta cap a Trondheim.
La ciutat obtingué privilegis de poble comercial fins al 7 d'agost de 1827, quan tenia tan sols 50 habitants. La distinció serví perquè la població creixés ràpidament, a costa dels terrenys de la vella granja. Lillehammer es constituí com a municipi propi l'1 de gener del 1838 i el 1842 rebé l'estatus de ciutat. El municipi rural de Fåberg fou integrat a Lillehammer l'1 de gener de 1964.
El 1973 tingué lloc en aquesta ciutat l'anomenat Assumpte de Lillehammer, quan els serveis secrets israelians assassinaren per error un ciutadà marroquí al confondre-li amb un dels terroristes que planejà la Massacre de Múnic.

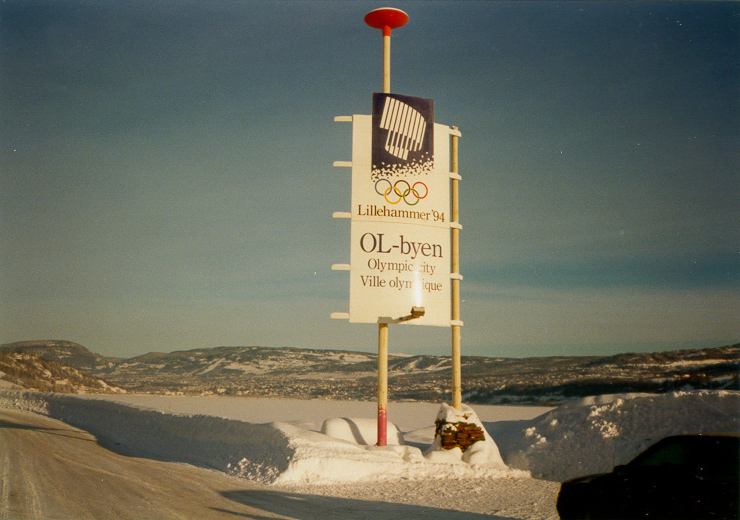
Rètol que anuncia a l'entrada de la ciutat que Lillehammer va acollir els Jocs Olímpics d'hivern de 1994

El 15 de setembre de 1988, Lillehammer fou triada per celebrar-ho els Jocs Olímpics d'Hivern de 1994. Donat l'alt grau de preocupació pel medi ambient dels seus ciutadans, era perillós que l'impacte ambiental d'un esdeveniment olímpic pogués causar conflictes. Per evitar això, l'Ajuntament de Lillehammer i el Ministeri del Medi Ambient determinaren que els Jocs Olímpics de Lillehammer haurien de ser un "exemple de política ambiental". Els aspectes ambientals s'emfatitzaren durant tot el procés de la planificació i dels projectes. Els principals temes foren: la planificació municipal a Lillehammer, l'anàlisi urbà, l'anàlisi del paisatge, la planificació d'àrees respectuoses amb el medi ambient, els aspectes arquitectònics i estètics, i el pla contra el soroll i la contaminació de l'aire. Per decisió del COI, els Jocs Olímpics d'Hivern se celebrarien el 1994, a fi d'evitar la coincidència, en un mateix any, de l'olimpíada d'estiu amb la d'hivern.
El 20 de novembre de 2004 s'organitzà en aquesta ciutat el segon Festival de la Cançó d'Eurovisió Júnior, en que guanyà la jove cantant andalusa María Isabel López amb la cançó Antes muerta que sencilla.
La ciutat també va acollir els Jocs Olímpics d'hivern de la Joventut l'any 2016, del 12 de febrer al 21 de febrer. El país amb més medalles fou els Estats Units, seguits de Corea del Sud, Rússia, Alemanya i Noruega.

### Escut d'armes
L'escut d'armes és relativament modern. Se'ls hi va concedir el 1898 i mostra una esquiador viking amb una llança i un escut tot baixant del vessant d'una muntanya. Simbolitza la importància històrica de quan el Birkebeiners va portar el rei Haakon de Lillehammer a Rena esquiant.

## Geografia

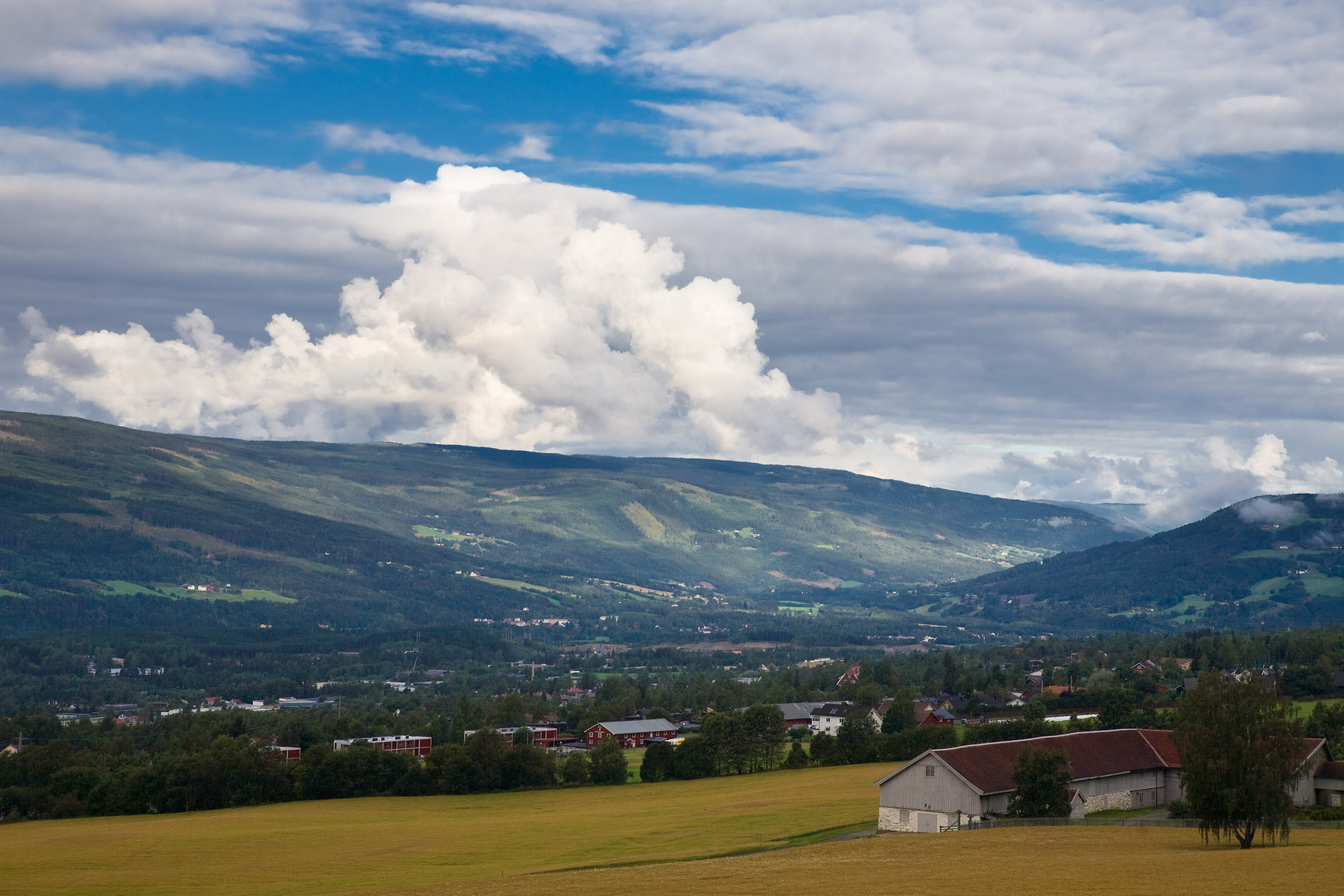
Vista del Lillehammer, envoltada de boscos i camps de conreu.

Lillehammer és situada a la riba sud del llac Mjøsa, el més gran del país, a l'entrada de la gran vall de Gudbrandsdal i de la serralada de Jotunheimen on hi ha la muntanya més alta de Noruega, el Galdhøpiggen (2,469 msnm), i una multitud de muntanyes que formen la frontera natural entre les grans regions d'Østlandet, de Trøndelag i de la costa oest.
La ciutat és el centre administratiu i cultural dels comtats orientals del país (Østlandet). Des del centre urbà parteixen camins i senders que arriben fins a muntanyes properes, a uns mil metres sobre el fons de la vall, escenari impressionant per a l'excursionisme a l'estiu i a l'hivern. Durant l'estació estival encara continua havent-hi petites granges en explotació, i la pesca abunda als rius Glomma i Lågen, als llacs i a les llacunes de muntanya. Durant l'hivern, quan tot queda nevat, es condicionen 200 quilòmetres de pistes d'esquí. A les zones boscoses de la vall els animals més abundants són l'ant, el ren, la llebre i la guineu.
El municipi de Lillehammer es troba al sud del municipi d'Øyer, al sud-est de Gausdal, al nord-est de Nordre Land, i al nord de Gjøvik, tots al comtat d'Oppland. Al sud-est, està vorejat pel municipi de Ringsaker, al comtat de Hedmark. La superfície del municipi és 477 km², i la densitat de població és de 58 habitants.

### Clima

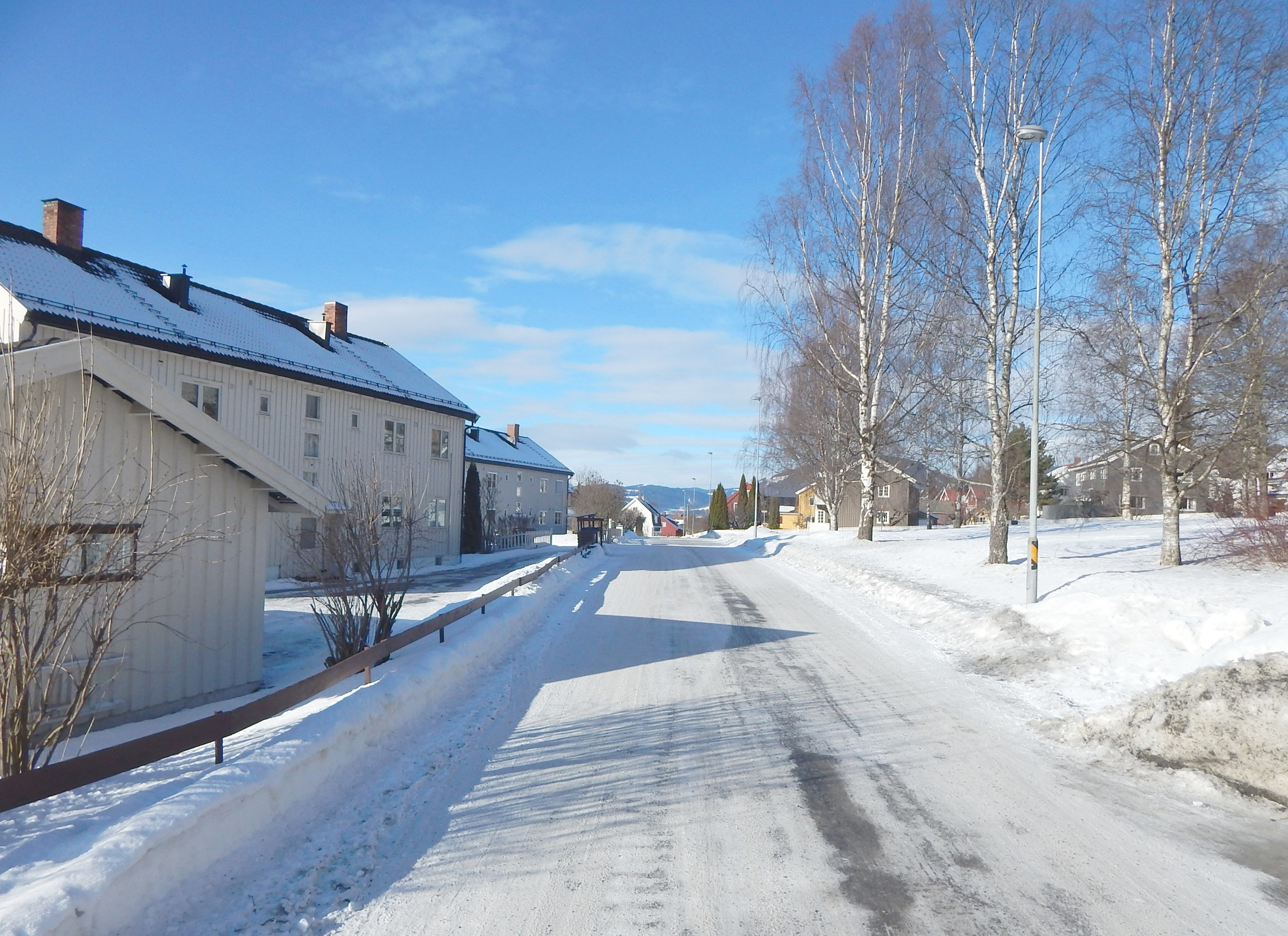
La neu és un fenomen habitual a l'hivern. A la foto, el carrer Møinichens.

El clima de Lillehammer és continental humit, amb una oscil·lació tèrmica anual de 32 °C. El fet de ser una ciutat allunyada de la costa fa que el seu clima sigui més extrems que el que es dona en la majoria de les ciutats noruegues, que es troben a la costa. Els estius són frescos i els hiverns molt freds. A l'hivern, Lillehammer és una de les ciutats més fredes de Noruega, amb temperatures mitjanes més baixes que les registrades en ciutats molt més septentrionals, com Bodø o fins i tot Tromsø. El mes més calorós és el juliol amb una mitjana de 15,9 °C, i el més fred és el gener, quan les temperatures mitjanes són de -6,5 ° C.

Hi ha precipitacions moderades al llarg de tot l'any, encara que els nivells màxims arriben a l'estiu i tardor. El mes més plujós és l'agost, mentre que el menys plujós és el febrer. Les baixes temperatures fan que la neu perduri tot l'hivern i es fongui ràpidament a partir de l'abril. 
| Dades climàtiques a Lillehammer    | Dades climàtiques a Lillehammer | Dades climàtiques a Lillehammer | Dades climàtiques a Lillehammer | Dades climàtiques a Lillehammer | Dades climàtiques a Lillehammer | Dades climàtiques a Lillehammer | Dades climàtiques a Lillehammer | Dades climàtiques a Lillehammer | Dades climàtiques a Lillehammer | Dades climàtiques a Lillehammer | Dades climàtiques a Lillehammer | Dades climàtiques a Lillehammer | Dades climàtiques a Lillehammer |
| Mes                                | gen                             | febr                            | març                            | abr                             | maig                            | juny                            | jul                             | ag                              | set                             | oct                             | nov                             | des                             | anual                           |
| ---------------------------------- | ------------------------------- | ------------------------------- | ------------------------------- | ------------------------------- | ------------------------------- | ------------------------------- | ------------------------------- | ------------------------------- | ------------------------------- | ------------------------------- | ------------------------------- | ------------------------------- | ------------------------------- |
| Màxima rècord °C (°F)              | 8.7 (47.7)                      | 11.0 (51.8)                     | 16.0 (60.8)                     | 21.6 (70.9)                     | 27.9 (82.2)                     | 30.7 (87.3)                     | 31.1 (88)                       | 30.2 (86.4)                     | 26.4 (79.5)                     | 18.2 (64.8)                     | 12.4 (54.3)                     | 11.7 (53.1)                     | 31.1 (88)                       |
| Màxima mitjana °C (°F)             | −3.2 (26.2)                     | −2.0 (28.4)                     | 3.5 (38.3)                      | 9.5 (49.1)                      | 15.0 (59)                       | 19.3 (66.7)                     | 21.5 (70.7)                     | 20.2 (68.4)                     | 15.1 (59.2)                     | 7.2 (45)                        | 1.6 (34.9)                      | −2.6 (27.3)                     | 8.8 (47.8)                      |
| Mitjana diària °C (°F)             | −6.5 (20.3)                     | −6.0 (21.2)                     | −1.7 (28.9)                     | 3.9 (39)                        | 9.2 (48.6)                      | 13.6 (56.5)                     | 15.9 (60.6)                     | 14.6 (58.3)                     | 10.0 (50)                       | 4.1 (39.4)                      | −1.2 (29.8)                     | −5.8 (21.6)                     | 4.2 (39.6)                      |
| Mínima mitjana °C (°F)             | −9.1 (15.6)                     | −8.9 (16)                       | −5.3 (22.5)                     | 0.1 (32.2)                      | 4.2 (39.6)                      | 8.7 (47.7)                      | 11.2 (52.2)                     | 10.3 (50.5)                     | 6.4 (43.5)                      | 1.1 (34)                        | −3.0 (26.6)                     | −8.2 (17.2)                     | 0.6 (33.1)                      |
| Mínima rècord °C (°F)              | −26.2 (−15.2)                   | −23.2 (−9.8)                    | −20.4 (−4.7)                    | −9.7 (14.5)                     | −4.2 (24.4)                     | 1.2 (34.2)                      | 3.8 (38.8)                      | 2.3 (36.1)                      | −2.1 (28.2)                     | −11.2 (11.8)                    | −18.8 (−1.8)                    | −22.9 (−9.2)                    | −26.2 (−15.2)                   |
| Precipitació mitjana mm (polzades) | 52 (2.05)                       | 34 (1.34)                       | 39 (1.54)                       | 44 (1.73)                       | 67 (2.64)                       | 71 (2.8)                        | 87 (3.43)                       | 100 (3.94)                      | 60 (2.36)                       | 81 (3.19)                       | 86 (3.39)                       | 54 (2.13)                       | 775 (30.51)                     |
| Mitjana de dies de precipitació    | 9                               | 7                               | 7                               | 8                               | 9                               | 11                              | 12                              | 13                              | 9                               | 10                              | 11                              | 9                               | 115                             |
| Humitat relativa mitjana (%)       | 85                              | 81                              | 72                              | 69                              | 64                              | 65                              | 71                              | 76                              | 79                              | 83                              | 87                              | 85                              | 76.4                            |
| Font: eklima                       |                                 |                                 |                                 |                                 |                                 |                                 |                                 |                                 |                                 |                                 |                                 |                                 |                                 |

## Política

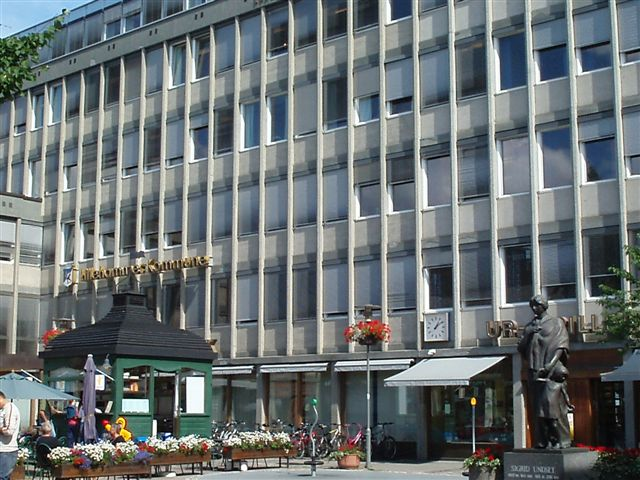
Ajuntament de Lillehammer

El municipi de Lillehammer és governat pel Consell Municipal format per 47 membres, sent el més gran del comtat d'Oppland. Els regidors pertanyen a 10 partits polítics diferents. En les eleccions del 2015, el Partit Laborista (Ap) va obtenir la majoria relativa amb 22 regidors, mentre que la segona força política va ser el Partit Conservador (H) amb 6. L'alcalde és el laborista Espen Johnsen, que ha estat en el càrrec des del 1999. La vicepresidenta és la socialista Berit Bolton Arnesen. El govern de Lillehammer ha estat dominat pel Partit Laborista durant més de 70 anys.
Lillehammer és també la capital d'Oppland i per això a la ciutat s'hi troben les oficines de l'Assemblea Comtat de Oppland, un cos representatiu que s'encarrega de l'administració d'alguns aspectes a nivell comtat, com les escoles secundàries, les vialitats, la cultura, el transport públic i el servei dental.
| Període   | Nom                            |
| --------- | ------------------------------ |
| 1964-1975 | Magne Henriksen (Ap)           |
| 1976-1981 | Knut Korsæth (Ap)              |
| 1982-1987 | Arild Bakken (Ap)              |
| 1987-1999 | Audun Tron (Ap)                |
| 1999-2012 | Synnøve Brenden Klemetrud (Ap) |
| 2012-     | Espen Johnsen (Ap)             |

| Partit polític | Partit polític                                | Representants |    |
| -------------- | --------------------------------------------- | ------------- | -- |
|                | Partit Laborista (Arbeiderpartiet)            | 22            |    |
|                | Partit Conservador (Høyre)                    | 7             |    |
|                | Partit de Centre (Senterprtiet)               | 4             |    |
|                | Partit Liberal (Venstre)                      | 4             |    |
|                | Partit Verd (Miljøpartiet De Grønne)          | 3             |    |
|                | Partit del Progrés (Fremskrittspartiet)       | 2             |    |
|                | Partit Socialista (Sosialistisk Venstreparti) | 2             |    |
|                | Partit Democristià (Kristelig Folkeparti)     | 2             |    |
|                | Partit Roig (Rødt)                            | 1             |    |
| Total          | Total                                         | 47            | 47 |

## Economia

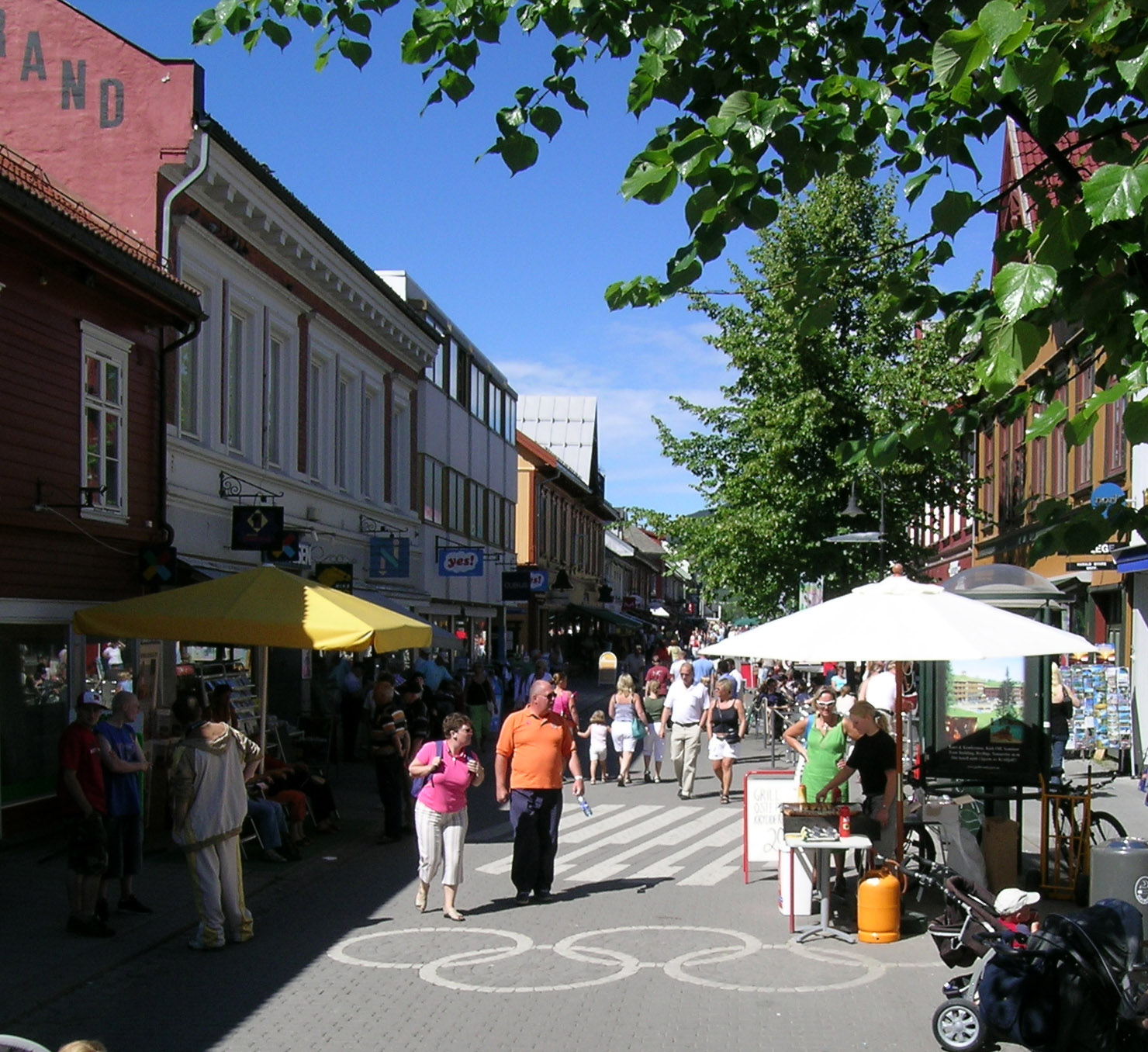
El turisme és una important font d'ingressos per a la ciutat. A la foto, el carrer principal de Lillehammer un dia d'estiu.

Tradicionalment el comerç ha estat una activitat destacada a Lillehammer. La presència de la ciutat al nord del llac Mjøsa (que per si mateix comunica a una vasta zona de la regió d'Østlandet) i a l'entrada de la vall de Gudbrandsdal, fa que sigui des de temps immemorials una ruta de comunicació entre Trondheim, l'Østlandet i el sud de Noruega.
La zona on s'ubica el municipi és una zona privilegiada per a les activitats primàries: la pesca, la ramaderia, l'agricultura i la silvicultura. A les zones planes del sud es conreen cereals, mentre que als turons del nord dominen el cultiu de pastures i la ramaderia. En diverses granges es practica més la silvicultura. Poc més de 1.000 persones es dediquen a activitats primàries.
Lillehammer no és una gran zona industrial, però es pot esmentar la confecció de teixits de llana, la indústria de productes per a l'esquí, la producció de trineus, un equip per a l'extracció de fusta, cadires de rodes, i rebanadors de formatge, aquest últim invent sorgit a Lillehammer. Tots aquests productes s'exporten. Hi ha també empreses processadores d'aliments, sent la més important Terina, una subsidiària de Nortura.
La forta activitat esportiva, la presència de dues estacions d'esquí a la rodalia (entres elles Lysgårdsbakkene), el complex esportiu olímpic, i els parcs de diversions a escassos quilòmetres de la ciutat fan del turisme una activitat destacada.

## Cultura

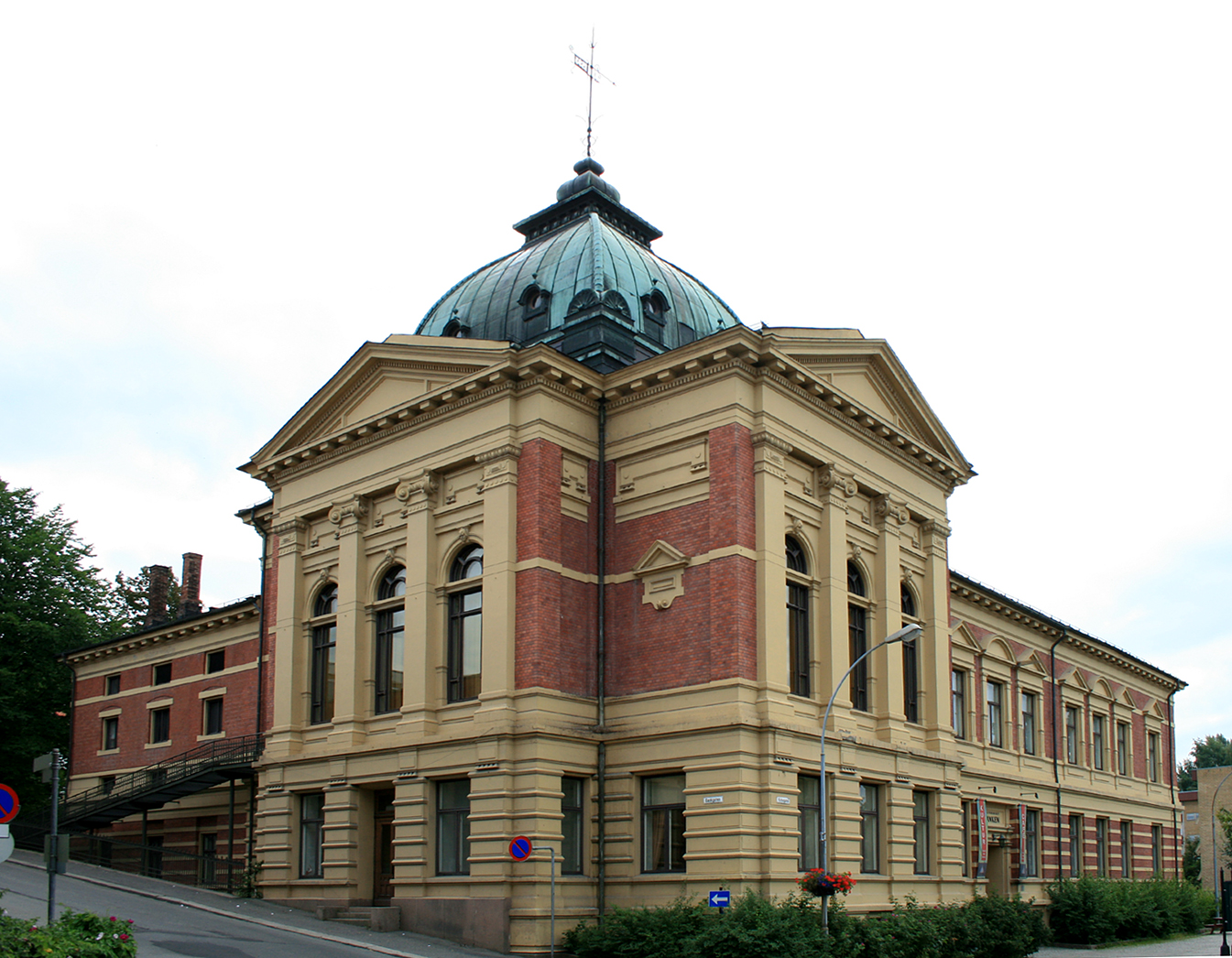
Casa de la cultura de Lillehammer.

### Educació

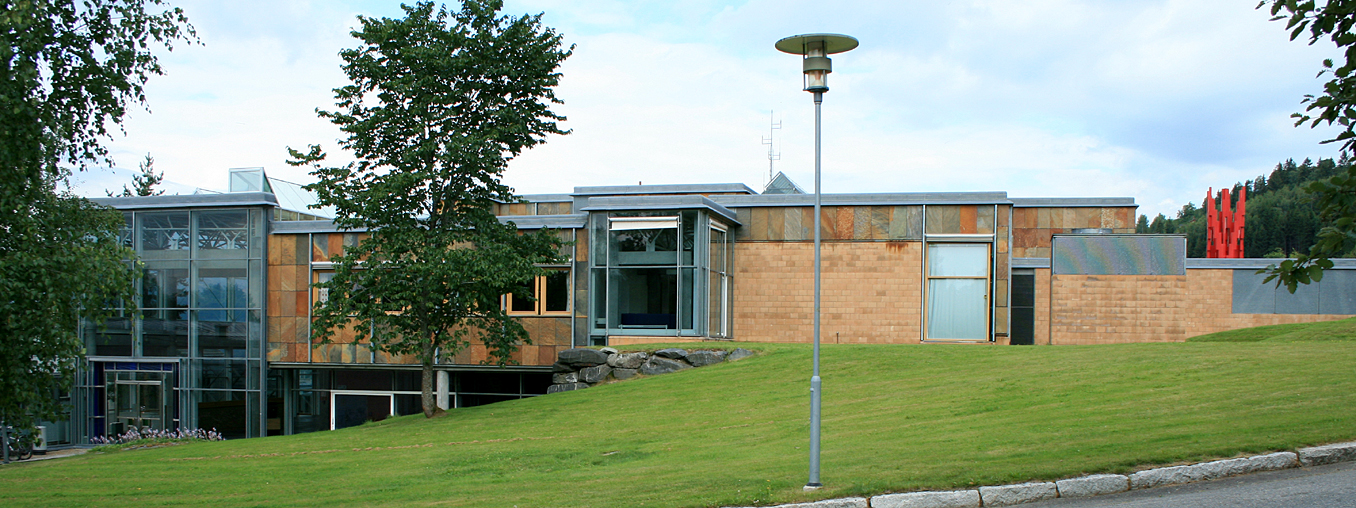
El Col·legi Universitari de Lillehammer.

Lillehammer té tres escoles de batxillerat públiques i dues privades. Tanmateix hi ha tres instituts d'ensenyament superior, tots públics.
El Col·legi Universitari de Lillehammer és la principal institució educativa al comtat. Fou fundat el 1971 com el Col·legi d'Oppland. Ofereix estudis de grau i postgrau en administració, turisme i organització, ciències socials i humanitats, treball social, televisió i cinema. D'aquest col·legi en depèn l'Escola Noruega del Cinema.
També hi ha una universitat popular, l'Escola Nansen -nomenada en honor de l'explorador Fridtjof Nansen-, també anomenada Acadèmia Humanística Noruega. El tercer institut d'ensenyament superior és l'Escola d'Enginyers Militars.

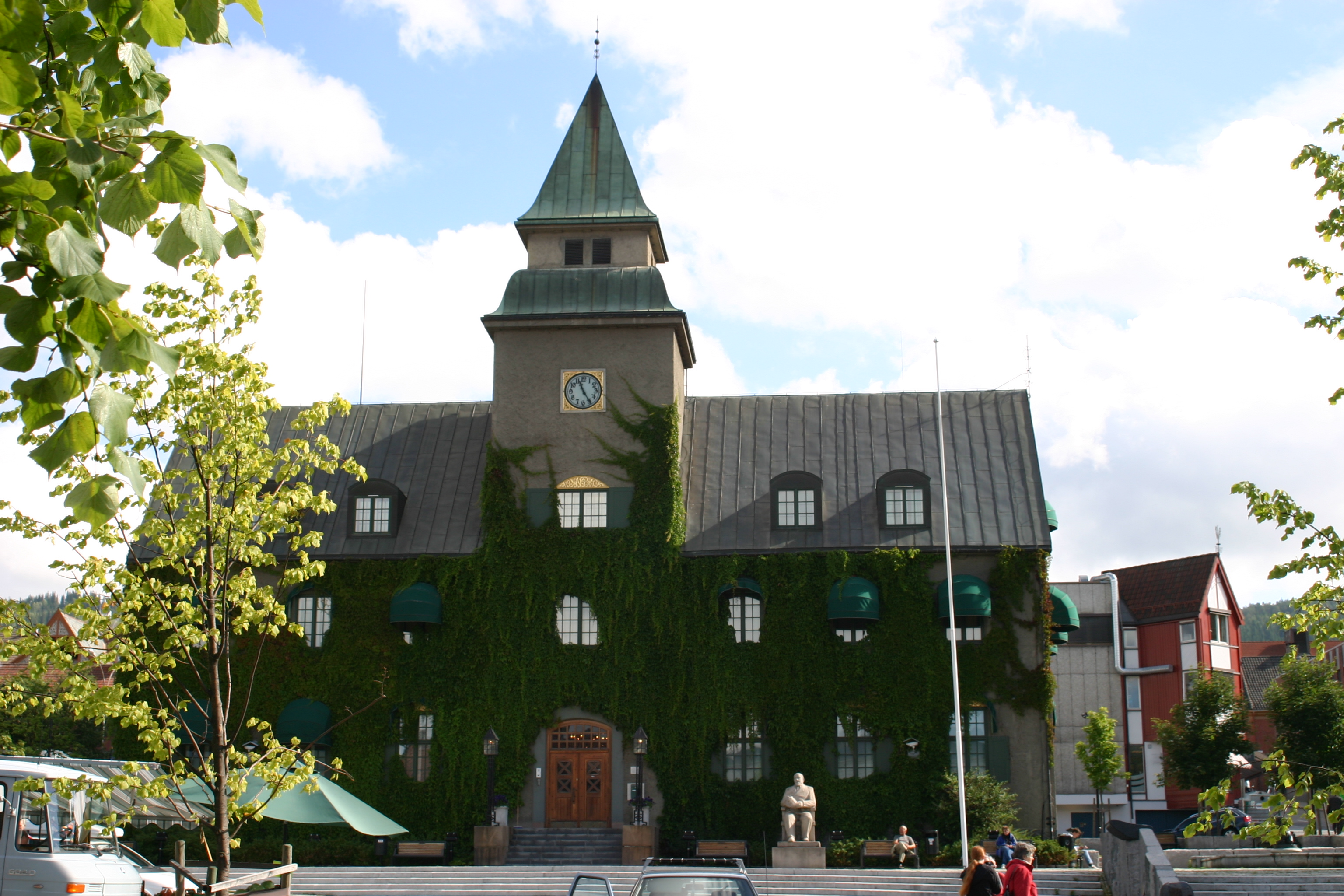
El Banc de Noruega a Lillehammer.

### Festivals
Hi ha tres festivals anuals a la ciutat. El Festival de Literatura Noruega Sigrid Undset, que té lloc al maig, és el més important, ja que és el festival literari més gran de tots els països nòrdics. El festival DølaJazz, celebrat des del 1977, és el festival de jazz noruec més gran i té lloc el mes de setembre al Blue Note Jazz Club. Finalment, el festival Amandus és un important esdeveniment consagrat a la indústria del cinema per a nens i joves, que inclou un concurs de joves directors noruecs. Va acollir el Festival de la Cançó d'Eurovisió Júnior 2004.

### Museus

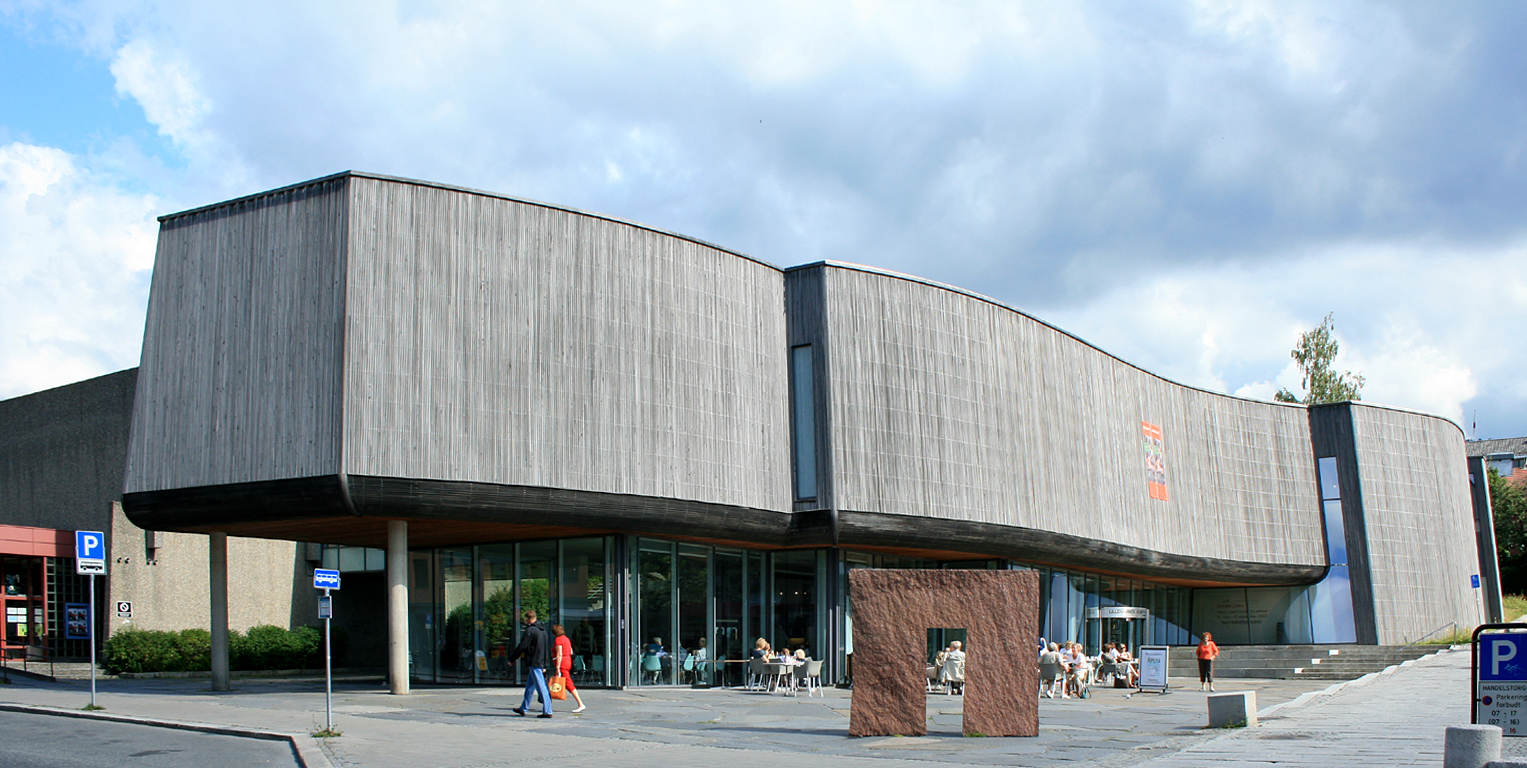
Museu d'Art de Lillehammer.

El Museu Maihaugen és el museu a l'aire lliure més gran de Noruega. El seu atractiu són les cases i altres edificis antics transportats fins aquí des de diverses localitats rurals de la vall del Gudbrandsdal, i que representen un important testimoni de la cultura de la regió. També hi ha una stavkirke de fusta del segle xii.
Al Museu Maihaugen també pertany la casa Bjerkebæk, que va ser la residència de l'escriptora Sigrid Undset, premi Nobel de Literatura 1928, així com el Museu Postal.
El Museu Olímpic Noruec, a l'estadi multiusos Håkons Hall, és únic en el seu tipus a Noruega, ja que exhibeix la història dels Jocs Olímpics des dels seus inicis en l'Antiguitat fins a l'actualitat, incloent tant els jocs d'hivern com d'estiu, amb una secció especial sobre l'Olimpíada de Lillehammer 1994.
El Museu d'Art de Lillehammer és una institució privada establerta el 1994 que posseeix una vasta col·lecció d'art dels segles XIX i XX, entre les quals s'inclouen pintures de J.C. Dahl, Hans Gude, Adolph Tidemand, Erik Werenskiold, Eilif Peterssen, Christian Krohg, Frits Thaulow, Edvard Munch, Kristen Holbø, Thorvald Erichsen i Lars Jorde.
El Museu Noruec de Vehicles Històrics, al centre de Lillehammer, dona testimoni de la història dels automòbils a Noruega, exhibint diversos exemplars antics, entre els quals hi ha el Troll.

## Esports

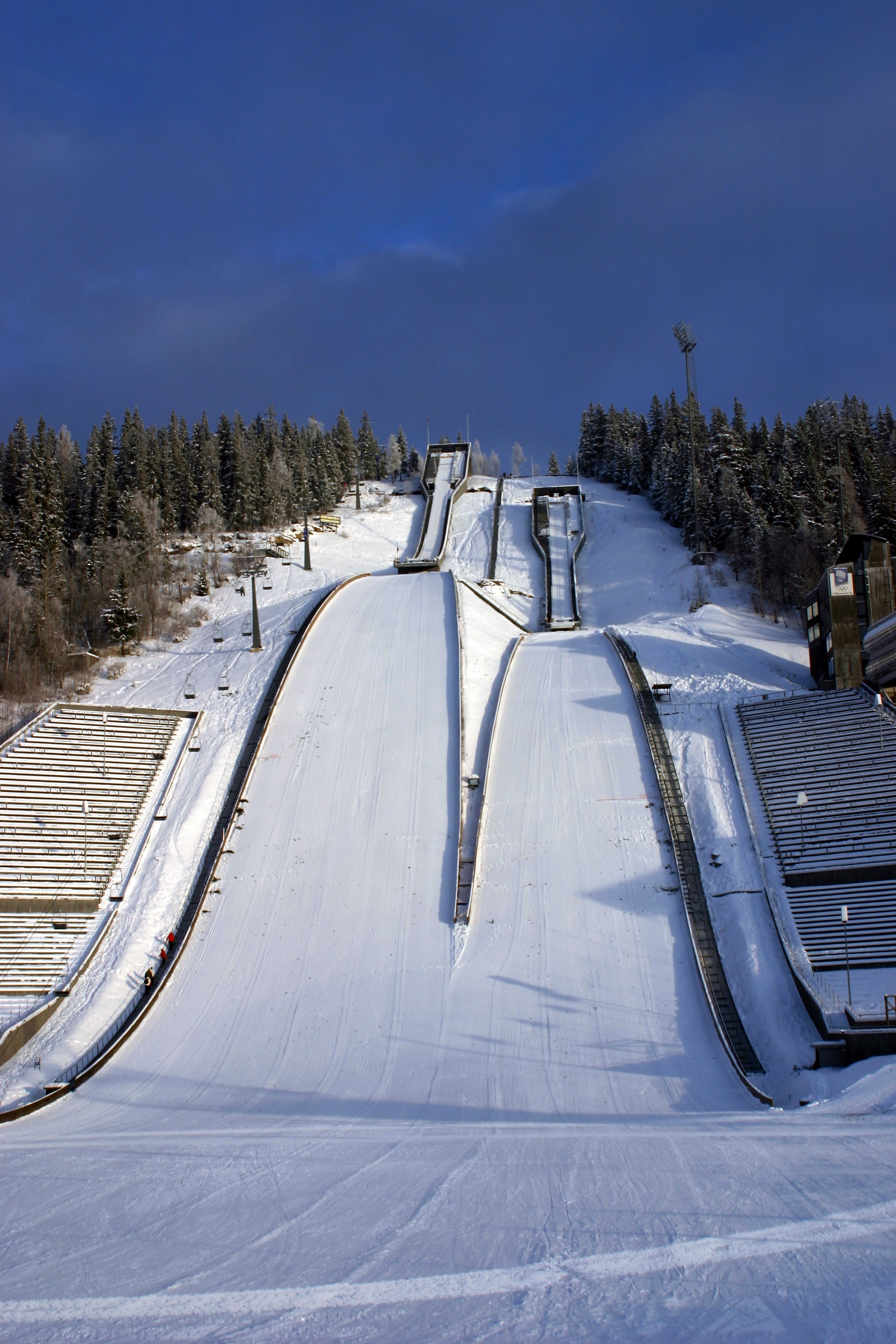
Plataforma d'esquí de Lysgårdsbakken

Coneguda internacionalment com una ciutat esportiva, Lillehammer compta amb diverses i modernes instal·lacions, amb especial èmfasi en els esports d'hivern. Prop de la ciutat hi ha tres estacions d'esquí alpí, Hafjell, al municipi d'Øyer, Kvitfjell, a Ringebu i Lysgårdsbakkene a Ringsaker.
Lillehammer va ser la seu dels Jocs Olímpics d'Hivern de 1994. El principal complex esportiu de la ciutat és el Parc Olímpic de Lillehammer (Lillehammer Olympiapark), que inclou l'estació d'esquí Birkebeiner (Birkebeineren Skistadion), dedicada a la pràctica d'esquí de fons i biatló; el Håkons Hall, un complex multi-esportiu per a l'hoquei sobre gel i l'handbol; la pista olímpica de Hunderfossen, per a competències de bobsleigh, luge i skeleton; l'estació d'esquí acrobàtic, i les plataformes de salt de Lysgårdsbakken.
El Club d'Esquí de Lillehammer va ser fundat el 1883 i és un dels més antics de Noruega, la qual cosa que fa referència a la tradició dels esports hivernals a la ciutat.
Un altre club esportiu important és el Lillehammer Ishockeyklubb, més conegut com a Lillehammer IK, un club d'hoquei sobre gel que participa en la GET-Ligaen, la lliga d'elit noruega d'aquest esport. La seva seu és el Kristin Hall.
El club de futbol de la ciutat és el Lillehammer FK, que juga en la tercera divisió noruega i té la seu a l'estadi multiusos Stampesletta.

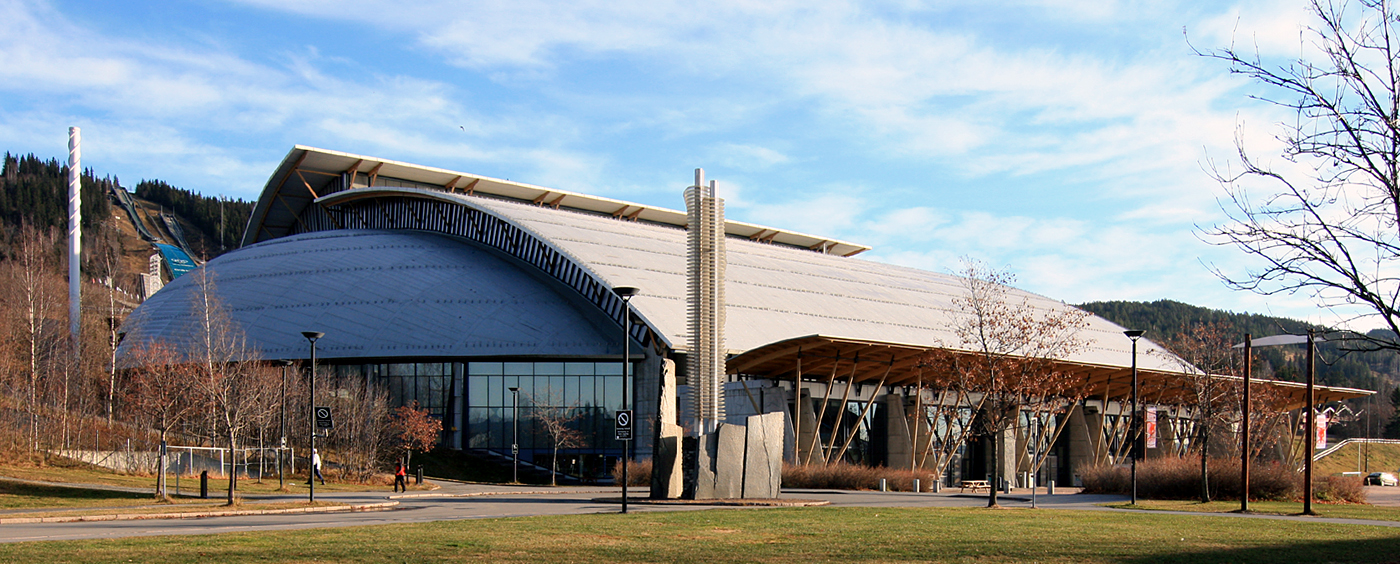
L'Håkons Hall

La Carrera Birkebeiner (Birkebeinerrennet) és l'esdeveniment esportiu més famós de la ciutat. És una marató internacional d'esquí de fons de 54 km amb punt de sortida a Rena (Åmot) i meta a Lillehammer. Se celebra anualment des de 1932 en record d'un trajecte similar realitzat el 1206 per dos soldats birkebeiner (una facció política durant l'era de les Guerres Civils Noruegues) que transportaven al rei aleshores nen Haakon IV per posar-lo fora de perill dels seus enemics. Tots els competidors han de portar un paquet de 3,5 kg, simbolitzant el pes del rei.
Derivada d'aquesta cursa han sorgit altres especialitzades en altres esports. La Cursa Birkebeiner de Ciclisme (Birkebeinerrittet) se celebra cada estiu des del 1993, i comprèn un trajecte de 94 km des de Rena fins a Lillehammer. La Cursa Birkebeiner a Camp a Través (Birkebeinerløpet) té lloc a principis de tardor des del 1999; és una marató d'atletisme que transcorre de Sjusjøen (Ringsaker) a Håkons Hall.

## Transport

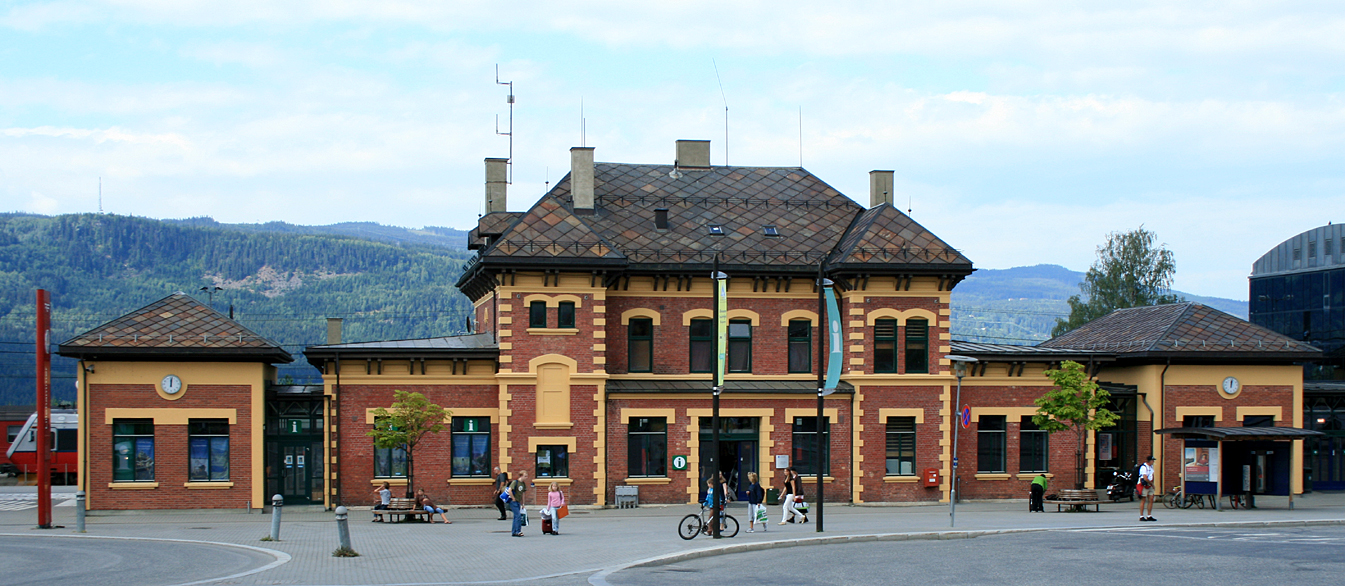
Estació de ferrocarril de Lillehammer, inaugurada el 1894.

Lillehammer es troba a la ruta de la línia de Dovre (Dovrebanen), el ferrocarril que transcorre diàriament de Trondheim a Hamar i Oslo.
La ruta europea E06 és la principal carretera que serveix a la ciutat, on transcorre paral·lela al ferrocarril. A través d'ella es comunica amb Trondheim pel nord i amb Hamar i Oslo pel sud; també amb els municipis veïns d'Øyer, Ringebu, Gjøvik i Ringsaker, i amb l'aeroport d'Oslo-Gardermoen, l'aeroport més proper, a poc més de dues hores de camí en automòbil.
Anteriorment hi havia un servei de passatgers per via aquàtica a través del llac Mjøsa que comunicava Lillehammer, Gjøvik, Hamar i Minnesund (Eidsvoll). Actualment se segueix donant aquest servei amb finalitats turístiques durant l'estiu, per mitjà d'un decimonònic vapor de rodes anomenat Skibladner, el qual està protegit com a herència cultural pel govern de Noruega.

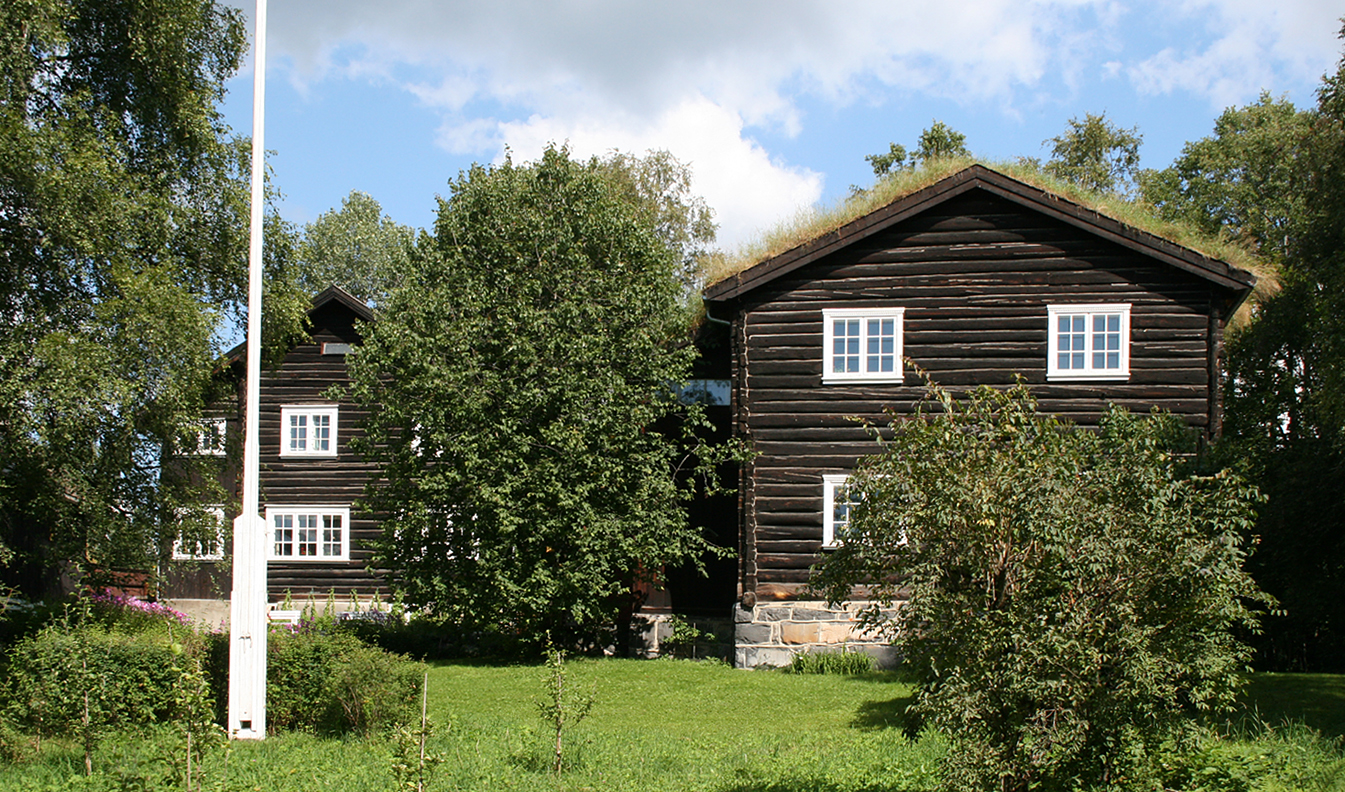
Casa de Sigrid Undset.

## Fills il·lustres
- Sigrid Undset, coneguda escriptora noruega.

## En la cultura popular
La sèrie original de Netflix, Lilyhammer, té lloc a Lillehammer. Protagonitzada per Steven Van Zandt, narra la història de Frank "The Fixer" Taglià, un gàngster de Nova York que decideix començar una nova vida a Lillehammer després de testificar en un judici.

## Ciutats agermanades
Lillehammer manté una relació d'agermanament amb les següents localitats:
- Autrans, Isèra, França
- Hayward, Wisconsin, Estats Units d'Amèrica
- Hørsholm, Hovedstaden, Dinamarca
- Leksand, Comtat de Dalarna, Suècia
- Oberhof, Turíngia, Alemanya
- Oulainen, Província d'Oulu, Finlàndia
- Shiozawa, Prefectura de Niigata, Japó

Lillehammer compta amb connexions també d'amistat amb: 
- Düsseldorf, Rin del Nord-Westfàlia, Alemanya
- Minakami, Prefectura de Gunma, Japó
- Sarajevo, Cantó de Sarajevo, Bòsnia i Hercegovina
- Bujanovac, Sèrbia
- Radviliškis, Lituània[13]